# Marathrum haenkeanum
Marathrum haenkeanum là một loài thực vật có hoa trong họ Podostemaceae. Loài này được Engl. mô tả khoa học đầu tiên năm 1927.